# 普雷马农
普雷马农（法語：Prémanon，法語發音：[pʁemanɔ̃]）是法国汝拉省的一个市镇，属于圣克洛德区。

## 地理
普雷马农（46°27'43"N, 6°1'53"E）面积28.18 平方千米，位于法国勃艮第-弗朗什-孔泰大區汝拉省，该省份为法国东部内陆省份，北起上索恩省，西北接科多尔省，西临索恩-卢瓦尔省，南至安省，东与杜省和瑞士接壤。
与普雷马农接壤的市镇（或旧市镇、城区）包括：迪沃讷莱班、拉茹、拉穆拉、隆绍穆瓦、莱鲁斯。

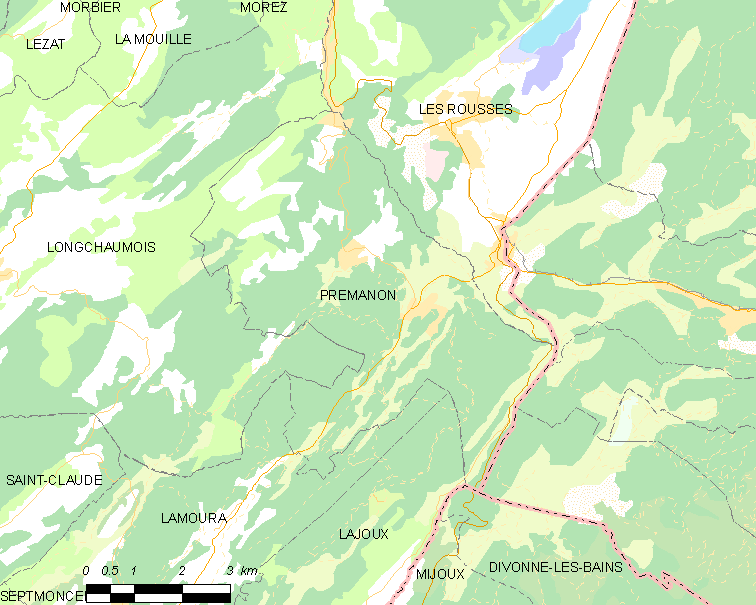
普雷马农的OSM定位图

普雷马农的时区为UTC+01:00、UTC+02:00（夏令时）。

## 行政
普雷马农的邮政编码为39220、39400，INSEE市镇编码为39441。

## 政治
普雷马农所属的省级选区为上比耶讷县。

## 人口

1962-2008年间普雷马农人口变化图示

普雷马农于2022年1月1日时的人口数量为1244人。